# Grahovo

Luftbild der Poljen von Grahovo und Dragalj. Grahovo hat fruchtbaren Boden, Dvrsno steinigen trockenen Boden. Die unterschiedlichen eiszeitlichen Sedimentationsbedingungen bedingen diesen Unterschied

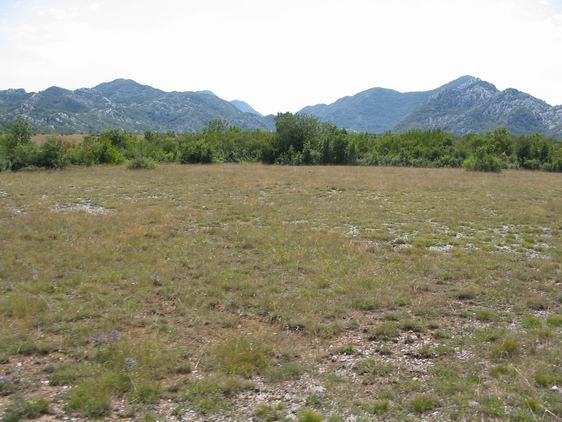
Südlich an das Grahovo polje anschließend hat das Draglaj Polje trockenen, unfruchtbaren Boden

Temperaturen in Grahovo und dem benachbarten Crkvice

Grahovo (serbisch-kyrillisch Грахово) ist ein kleiner Ort im hochgelegenen Grahovo Polje im Westen Montenegros, an der Nordseite des Orjen-Gebirges.
Das Dorf ist ein Hauptort agropastoraler Lebensweise der Katunska Nahija, einem montenegrinischen Clan-Gebiet im Hochkarst der Dinariden. Deren Siedlungsgebiet wird durch die Monotonie der flachgewellten Wannenlandschaft mit schütterem Buschwald geprägt. Die ackerbauliche Nutzung des Poljes und Fernweidewirtschaft auf weitläufigen Sommerweiden auf dem Bijela-gora-Plateau im Orjens bestimmen die traditionelle Wirtschaftsform. Die Sterilität der umgebenden Karstlandschaft lässt das in ihrem südwestlichen Randgebiet dicht vor dem Anstieg zum Orjengebirge um rund 250 m eingesenkte kleine Polje von Grahovo als Oase erscheinen und macht die zahlreichen Kämpfe um dessen Besitz verständlich.
Grahovo liegt unterhalb eines Hügels im Schutz einer ehemaligen türkischen Festung.

## Geographie
Das Grahovo polje gehört zu den höchstgelegenen Poljen der Dinariden. Aufgrund eiszeitlicher Ablagerung in Form des riesigen Schuttkegels am südlichen Poljerandes, sowie der fluvioglazialen Ablagerungen im westlichen Teil des vom Bijela gora Plateaus hinabreichenden Gletschers, gehört das Grahovo polje mit seinen tiefen, mineralischen Lehmböden zu den fruchtbarsten Regionen des Hochkarstes. Ganz anders ist dagegen die Situation im anschließenden Dragalj polje, das durch Moränenablagerungen einen sehr steinigen trockenen Boden aufweist und für eine landwirtschaftliche Nutzung nicht in Frage kommt.
Ein eindringliches Bild mächtiger eiszeitlicher Ablagerungen im Dragalj polje entwirft der serbische Gelehrte Jovan Cvijić:
„Ein Gletscher kam aus dem riesigen glazialen Nährgebiet der Pazua (Orjen) und reichte zum Grunde der Nordseite des Dragalj Poljes. Die Endmoräne entwickelt sich treppenartig vom Polje Dvrsno und lässt sich einige Kilometer verfolgen. Sie ist über dem Grund des Poljes 140 m hoch und aus Kalkfelsen und groben Kalkstücken, unter denen viele kantig und scharf sind, aufgebaut. An der Moräne setzt ein gewaltiger fluvioglazialer Schuttkegel an; Kies und Sand bedeckt fast den ganzen Grund vom Dorf Dragalj im NO zum Dorf Paljkovca im SW. Hier vermischen sie sich mit dem fluvioglazialen Schuttkegel eines weiteren Gletschers, der vom höchsten Berg des Orjens nach Dvrsno hinabkam und oberhalb des Poljenrandes stehen blieb.“

### Klima
Grahovo liegt in den Subtropen. Aufgrund der Höhenlage und des abschirmenden Effekts des Orjen-Gebirges ist das Klima schon stärker kontinental. Bei der geschlossenen Beckenlage sind sogar ganzjährig Fröste möglich. Die maritimere Station Crkvice auf der Südseite des Orjens ist dagegen von Mai bis September frostfrei. Kontinentale winterliche Kaltluft erreicht im Winter die Küstengebirge, als kalter Fallwind strömt die Bora dann über die Einsenkung der Poljen in die Bucht von Kotor. Fröste mit Tmin< −28 °C sind in Grahovo in einer Entfernung von nur 15 km Luftlinie vom Mittelmeer gemessen worden. Die winterliche Schneedecke kann sich daher über zwei Monate halten. Die Niederschlagssummen erreichen die höchsten Werte in Europa (3500–5000 l pro m² und Jahr). Durch die Karstnatur ist die Region aber trotzdem sehr trocken.
|                       | Jan  | Feb  | Mär  | Apr  | Mai  | Jun  | Jul  | Aug  | Sep  | Okt  | Nov  | Dez  |   |       |
| Mittl. Tagesmax. (°C) | 6,0  | 7,0  | 10,2 | 14,2 | 19,4 | 23,0 | 26,3 | 26,4 | 22,7 | 17,7 | 11,7 | 7,5  | ⌀ | 16,1  |
| Mittl. Tagesmin. (°C) | −4,7 | −3,3 | −1,3 | 2,3  | 5,7  | 8,4  | 10,3 | 9,5  | 6,6  | 3,0  | 0,0  | −3,0 | ⌀ | 2,8   |
|                       |      |      |      |      |      |      |      |      |      |      |      |      |   |       |
| Niederschlag (mm)     | 345  | 325  | 308  | 245  | 139  | 91   | 52   | 95   | 167  | 378  | 542  | 432  | Σ | 3119  |
|                       |      |      |      |      |      |      |      |      |      |      |      |      |   |       |
| Regentage (d)         | 11,2 | 11,0 | 10,8 | 11,3 | 10,2 | 8,5  | 6,0  | 6,6  | 7,1  | 9,1  | 13,2 | 12,1 | Σ | 117,1 |

| −4,7 |

| −3,3 |

| −1,3 |

| 2,3 |

| 5,7 |

| 8,4 |

| 10,3 |

| 9,5 |

| 6,6 |

| 3,0 |

| 0,0 |

| −3,0 |

| −4,7 |

| −3,3 |

| −1,3 |

| 2,3 |

| 5,7 |

| 8,4 |

| 10,3 |

| 9,5 |

| 6,6 |

| 3,0 |

| 0,0 |

| −3,0 |

| Station | Periode   | Höhe [m] | I   | II  | III | IV  | V    | VI   | VII  | VIII | IX   | X    | XI  | XII | I-XII [T] |
| ------- | --------- | -------- | --- | --- | --- | --- | ---- | ---- | ---- | ---- | ---- | ---- | --- | --- | --------- |
| Grahovo | 1951-1990 | 710      | 0,4 | 1,5 | 3,9 | 8,3 | 13,2 | 16,7 | 18,9 | 18,5 | 14,5 | 9,9  | 5,7 | 2,3 | 9,5       |
| Crkvice | 1951-1990 | 940      | 0,5 | 1   | 3,4 | 7,2 | 12   | 15,4 | 17,9 | 17,7 | 14,4 | 10,0 | 5,7 | 2,5 | 9,0       |

*
Mittlere monatliche und jährliche Temperaturen [°C] in Grahovo und Crkvice in Montenegro
| Station | Periode   | Höhe [m] | I   | II  | III | IV  | V   | VI  | VII | VIII | IX  | X   | XI  | XII | I-XII [mm] |
| ------- | --------- | -------- | --- | --- | --- | --- | --- | --- | --- | ---- | --- | --- | --- | --- | ---------- |
| Grahovo | 1961-1984 | 710      | 351 | 324 | 305 | 251 | 142 | 94  | 55  | 103  | 202 | 416 | 508 | 473 | 3224       |
| Crkvice | 1961-1984 | 940      | 610 | 499 | 503 | 398 | 198 | 135 | 82  | 155  | 295 | 502 | 714 | 683 | 4774       |

*
Mittlere monatliche und jährliche Regenmengen [mm] in Grahovo und Crkvice in Montenegro

## Geschichte
Geschichtlich war die Region bis ins späte 19. Jahrhundert Teil des osmanischen Imperiums. Da die mit starken Befestigungen versehene Militärgrenze zu Österreich-Ungarn direkt südlich Grahovos lag (Crkvice), befand sich in Grahovo eine bedeutende militärische Garnison.
Während des russisch-türkischen Krieges konnten die Montenegriner die Türken 1856 am Vucji dol besiegen. Der Berliner Kongress garantierte dem Fürstentum Montenegro daraufhin die Selbständigkeit gegenüber dem Osmanischen Reich.

### Wirtschaft

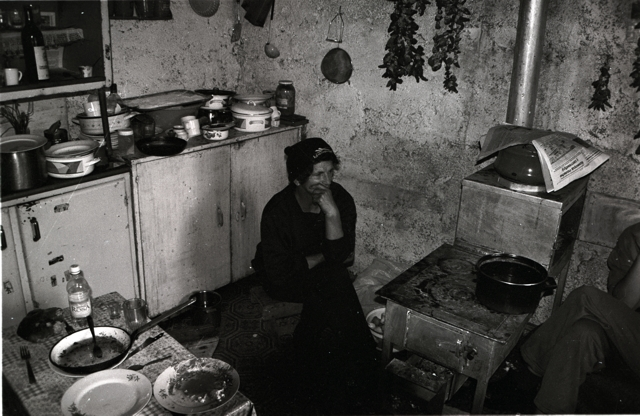
Koliba im Orjen. Die Winterstandorte sind in Grahovo. Pilze werden an den Wänden getrocknet und über Zwischenhändler bis nach Italien verkauft

Traditionell beliefern die Einwohner Grahovos die Küstenorte mit landwirtschaftlichen Erzeugnissen (Honig, Käse, Fleisch) sowie zahlreichen Heilpflanzen, die in den umgebenden Gebirgen wachsen (z. B. Bergbohnekraut, Schlüsselblume). Hauptmarkt für die montenegrinischen Einwohner Grahovos ist der Ort Risan in der Bucht von Kotor. Da auch der einzige Fluss des montenegrinischen Hochkarstes, die Grahovska reka, im Grahovo Polje liegt, ist dieses von jeher ein strategischer Punkt zwischen der Küste und dem Landesinneren gewesen.
Die wichtige Verbindungsroute zwischen Nikšić, Cetinje und Risan kreuzen das Grahovo polje.
Die traditionelle Wirtschaftsform in Westmontenegro ist die Kolibawirtschaft. Kayser beschreibt mit der Kolibawirtschaft die traditionelle Wirtschaftsform in Westmontenegro (Orjen, Grahovo).
Bei der Kolibawirtschaft sind nomadische Merkmale deutlich. Die Koliba ist eine gut gebaute Milchverarbeitungshütte, die zugleich auch als Wohnhaus dient und während des Sommers von der ganzen Bauernfamilie oder wenigstens deren größtem Teil bewohnt wird. Das Winterwohnhaus im Bereich der stündigen Siedlung wird während des Sommers entweder ganz verlassen und abgeschlossen, oder es bleiben dort einige Familienglieder, die bei der Sommerweidewirtschaft nicht gebraucht werden. Die Koliba steht auf dem Sommerweidegebiet oder in dessen Nähe und ist nichts anderes als eine gut gebaute Almhütte. Wo die Viehwirtschaft ganz im Vordergrund der Beschäftigung und der Ernährung der Bewohner steht, spielt sich während des Sommers das Familienleben gänzlich in der Koliba ab. Die Entfernung der Koliba vom Winterwohnhaus spielt dabei gar keine Rolle; selbst wenn sie nur 10 Minuten entfernt liegt, wird sie während des Sommers bezogen und das Winterhaus verlassen. Daraus geht hervor, wie sehr dieser sommerliche Umzug in die Koliba einer der verbreitetsten Bräuche der Montenegriner ist. Die Entfernungen wechseln stark zwischen der nächsten Nähe und mehrstündiger Entfernung, je nach der Lage der Sommerweidegebiete, denen die Milchverarbeitungshütte folgt. In der Karstlandschaft von Grahovo und Orjen sind die Entfernungen der Kolibawirtschaft gering, da stets nur die magere Buschwaldweide (Mazedonische Eiche) auf den Karsthochflächen unmittelbar um den Wohnbesitz herum genutzt wird.